# Всемирная церковная служба

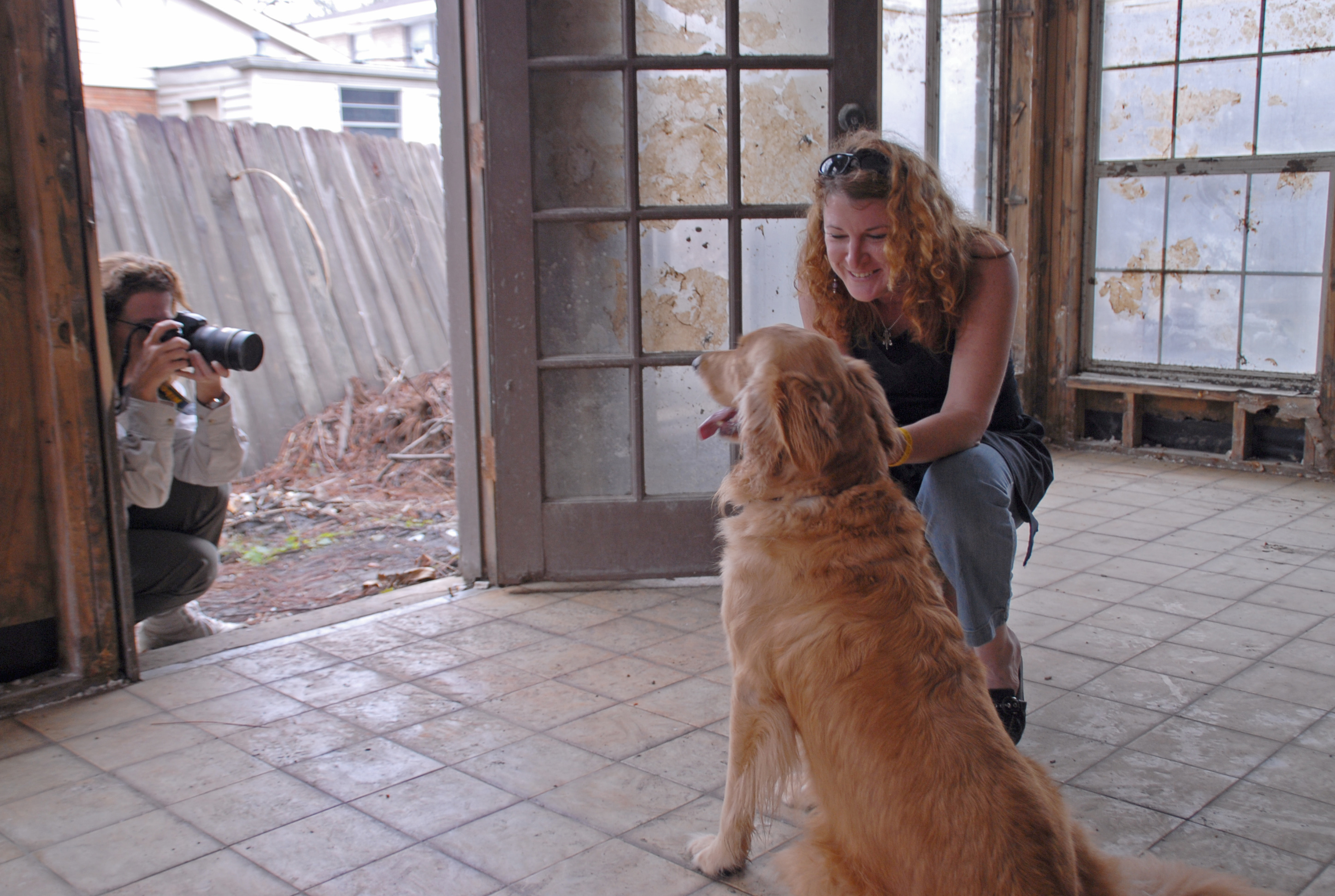
Представитель ВЦС делает фотографии людей, пострадавших от катастрофы, чтобы вовлечь людей в помощь пострадавшим от урагана Катрина

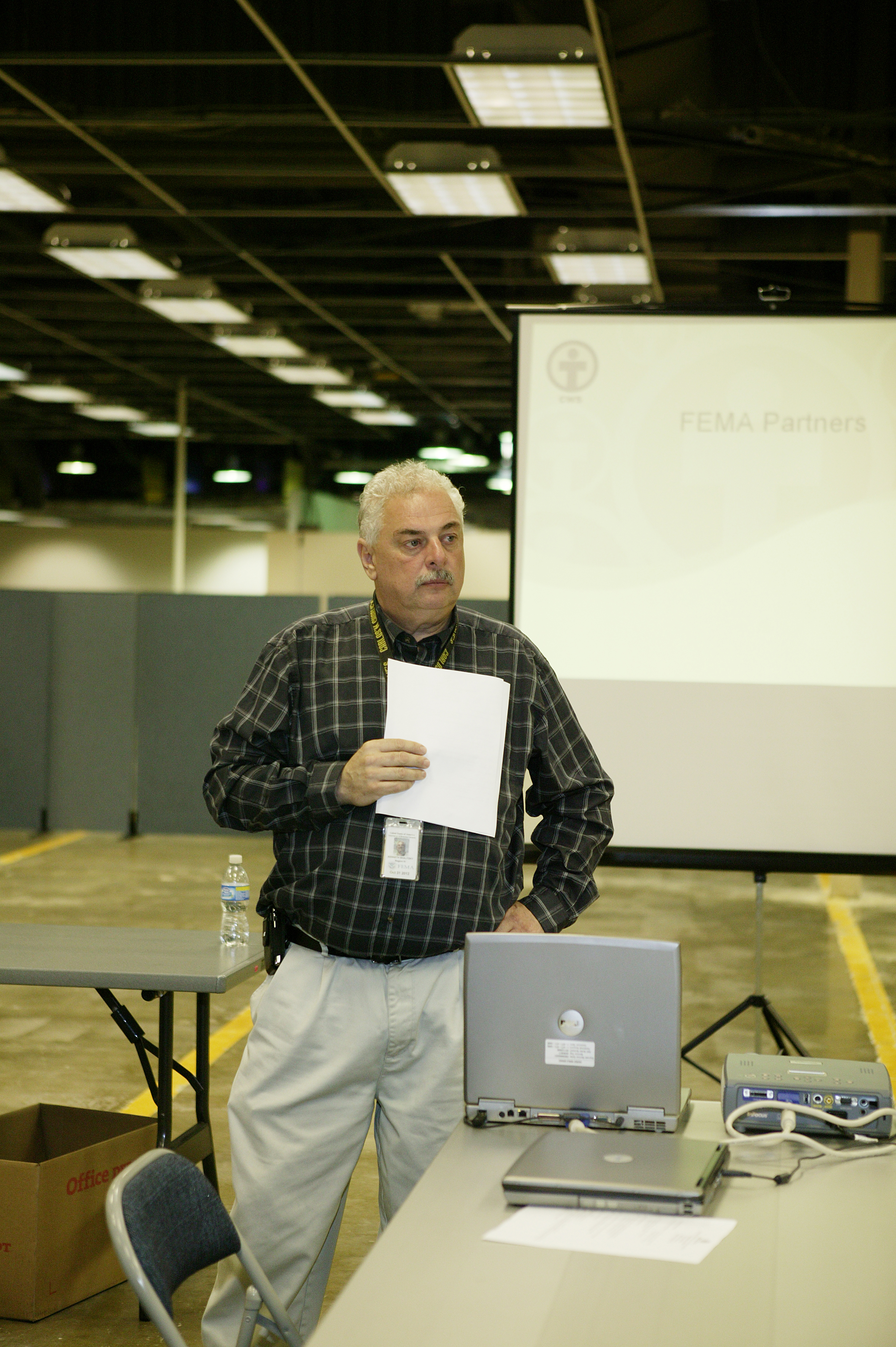
Федеральное агентство по управлению в чрезвычайных ситуациях США проводит совместный с ВЦС тренинг. 13 ноября 2009 года

Всемирная церковная служба (ВЦС, англ. Church World Service) — американская международная организация, обеспечивающая гуманитарную помощь районам, находящихся в зоне бедствия, и помощь беженцам во всем мире. Миссией ВЦС является искоренение голода и нищеты и содействие укреплению мира и справедливости на национальном и международном уровне в рамках сотрудничества с партнерами за рубежом и в США.
ВЦС состоит из 37 христианских церквей и организаций по всему миру, действует в 30 странах мира, является членом ACT Alliance, InterAction и Международного совета добровольных учреждений.

## История
ВЦС была основана в 1946 году, после Второй мировой войны, 17-ю американскими организациями и церквями. Миссией было указано:
накормить голодного, одеть нагого, исцелить больных, утешить стариков, приютить бездомных.
В 1946-47 ВЦС поставляла продовольствие, одежду и медикаменты в истерзанные войной Европу и Азию, а также помогала беженцам.
Кроме того, в 1947 году, ВЦС совместно с рядом других организаций начали программу «CROP Hunger Walks» по борьбе с голодом в США. ВЦС работала в более чем 1500 общин по всей территории Соединенных Штатов.
В 1950-х и 60-х годах ВЦС расширила своё влияние в Азии, Африке и Латинской Америке. Один из первых успешных ВЦС проектов был в Алжире: за четыре года было посажено около 20 миллионов лесных и фруктовых деревья для борьбы с постоянной эрозией почвы.
В 1974 году ВЦС начала сотрудничество со Всемирной лютеранской помощью (англ. Lutheran World Relief) — было создано Управление политики развития в Вашингтоне, округ Колумбия.
В 1976 году, чтобы обеспечить большую поддержку беженцам в США, ВЦС открыла офисы переселения беженцев в различных частях США. Они сыграли ключевую роль в поддержке растущего числа беженцев из Юго-Восточной Азии, которые переселились в Соединенные Штаты в годы после войны во Вьетнаме.
В 2001 году ВЦС стала одним из инициаторов молитвы во всех церквах, мечетях, синагогах и других культовых сооружениях мира в связи с террористическими актами в США 11 сентября.
В 2010 году ВЦС была обвинена в христианском прозелитизме в Афганистане, но опровергла эти обвинения:
Мы никогда не занимались и не будем заниматься религиозным прозелитизмом. Такая деятельность противоречит нашему статусу благотворительной организации, и мы всецело уважаем религию обществ, которым мы служим
 — подчеркнул заместитель директора и руководитель проектов ВЦС Морис А. Блоем. Однако в том же году деятельность ВЦС в Афганистане была приостановлена по причине гонений на христиан.

## Программы
Программные области ВЦС в основном нацелены на обучение и пропаганду, и то и другие являются важными компонентами в противостоянии коренным причинам голода. К программам организации относятся:
- Реагирование на стихийные бедствия. По этой программе, когда приходит беда, ВЦС работает с партнерами, чтобы обеспечить кров, пищу и воду — основы, необходимые для обеспечения выживания отдельных лиц и общин, подвергающихся риску. В дополнение к быстрому реагированию чрезвычайных бедствий, ВЦС также предоставляет инициативу долгосрочного развития, помогая уязвимым семьям и общинам восстанавливаться после природных и антропогенных бедствий. Например, в охваченной засухой Эфиопии, ВЦС и партнеры помогли 120 000 человек с продуктами питания и семенами, чтобы перезапустить сельскохозяйственную деятельность.[9]
- Оказание помощи беженцам. ВЦС помогает удовлетворить потребности беженцев и тех, кто смог вернуться домой. Организация помогла более чем 450 000 беженцев в США с 1946 года.[10]
- «CROP Hunger Walks»[11]
- «Blankets+». В рамках данной программы, ВЦС предоставляет семьям, находящимся в зоне стихийных бедствий, вещи и инструменты, нужные для восстановления устойчивой жизни.[12]
- и другие[13]

## Критика
Один из частных афганских телеканалов сообщил, что благотворители из ВЦС пытаются обращать мусульман в христианство.